# Tritoniopsis nemorosa
Tritoniopsis nemorosa är en irisväxtart som först beskrevs av Ernst Meyer och Friedrich Wilhelm Klatt, och fick sitt nu gällande namn av Gwendoline Joyce Lewis. Tritoniopsis nemorosa ingår i släktet Tritoniopsis och familjen irisväxter. Inga underarter finns listade i Catalogue of Life.